# Carl Buttenstedt

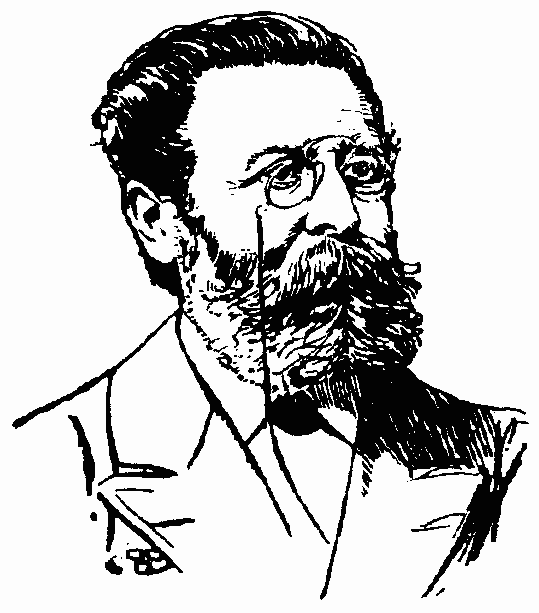
Carl Buttenstedt

Christian Heinrich Carl Buttenstedt (* 29. Juli 1845 in Volkstedt; † 20. September 1910 in Friedrichshagen) war preußischer Bergsekretär und beschäftigte sich als Autodidakt mit Luftfahrttechnik, dem Vogelflug und Naturphilosophie.

## Leben
Nach seiner aktiven Militärdienstzeit, die er unter anderem als Lehrer an der militärischen Ausbildungsanstalt in Weißenfels ableistete, wurde Carl Buttenstedt am 1. September 1879 beim königlich-preußischen Salzamt zu Artern als Büroassistent angestellt. Am 24. September 1881 heiratete er. Im April 1883 wurde er zum Sekretär befördert und zum 1. Mai 1883 an das königlich-preußische Bergamt zu Dürrenberg mit einem Minialgehalt von 1800 Mark versetzt. Gleichzeitig betreute Buttenstedt die Bibliothek des Salzamtes und wurde als Registrator eingesetzt. Später war er in Rüdersdorf bei Berlin tätig. Seine flugtechnischen Studien betrieb er nebenher als Autodidakt.

## Flugtechnik

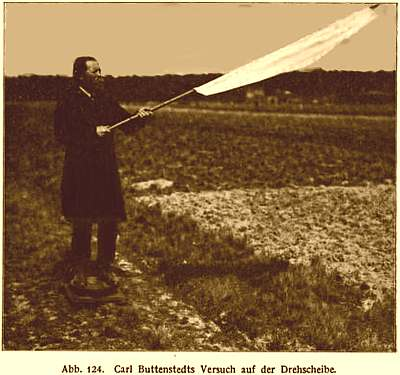
Carl Buttenstedt bei einem Drehscheibenversuch zur Demonstration einer seiner Theorien

Buttenstedt arbeitete auch unter dem Pseudonym A. Werner-Magdeburg an der Vereinszeitschrift des Deutschen Vereins zur Förderung der Luftschiffahrt mit. Er veröffentlichte zahlreiche Artikel und Bücher über Ballone und Theorien zum Segelflug. Wesentliche Teile seiner Schriften beschäftigen sich mit der Auseinandersetzung mit Otto Lilienthal. Da Buttenstedt physikalische Grundgrößen in eigener Interpretation verwendet, bezeichnet Lilienthal ihn als „Gefühlsmechaniker“. Buttenstedt behauptete unter anderem, Lilienthals erste erfolgreiche Schwebeversuche seien u. a. auf seine persönlichen Anregungen zurückzuführen.
Buttenstedts genaue Beobachtungen des Vogelflugs und seine Theorien haben die Flugtechnik nicht beeinflusst.

## Naturphilosophie
Weniger bekannt ist, dass Carl Buttenstedt sich auch naturphilosophisch-esoterisch betätigt hat und die naturistisch ausgerichtete „Buttenstedt’sche Empfindungsphilosophie“ begründete, die der Lebensreform-Bewegung um 1900 zuzurechnen ist. Besonders die Buttenstedt’sche Glücksehe (siehe auch Erotische Laktation) wurde Anfang des 20. Jahrhunderts kurzzeitig recht bekannt, weil in der entsprechenden Schrift eine Verhütungsmethode beschrieben wurde, bei der der Ehemann mehrmals täglich Milch aus der Brust seiner Frau saugen sollte, um die monatliche Regel zum Erliegen zu bringen. Diese Art der Verhütung wird heute „Laktationsamenorrhö-Methode“ genannt, ohne dass man sie mit Buttenstedt in Verbindung bringt. Buttenstedts Buch „Glücks-Ehe“ wurde 1938 in allen Ausgaben verboten.
Von seiner „Empfindungsphilosophie“ inspiriert war die Zeitschrift Deutsch-Hellas, die 1907/08 erschien.
Im April 1933 wurde in Berlin-Friedrichshagen eine Straße nach ihm benannt.
Während der Zeit des Nationalsozialismus geriet Buttenstedt dann völlig in Vergessenheit.